# Antepipona sibilans
Antepipona sibilans  (лат.) — вид одиночных ос рода Antepipona из семейства Vespidae (Eumeninae).

## Распространение
Южная и Юго-Восточная Азия: Индия (Андхра-Прадеш, Чхаттисгарх, Гуджарат, Химачал-Прадеш, Джаркханд, Карнатака, Керала, Махараштра, Одиша, Пондичерри, Раджастхан, Тамилнад, Телангана, Трипура, Утаракханд, Уттар Прадеш, Западная Бенгалия); Непал; Пакистан.

## Описание
Чёрные осы с желтоватыми отметинами, длина около 6 мм. Этот вид можно отличить от сородичей окраской и по следующей комбинации признаков: клипеус шире длины, без продольных килей; метанотум с тупыми зубцами у основания латерально; проподеум с мелкими неглубокими точками. Вид был впервые описан в 1903 году британским энтомологом Питером Кэмероном (1847—1912).